# Pro-life pokret u Hrvatskoj
Pro-life pokret u Hrvatskoj dio je svjetskog pokreta za zaštitu života od začeća do prirodne smrti te promicanja kulture života u znanosti i društvu.
Uglavnom ga podupiru kršćanske zajednice s djelovanjem u Hrvatskoj, muslimani i dio židova. Među kršćanskom zajednicom najsnažniju podršku djelovanju i razvoju pokreta daje Katolička Crkva koja je i najsnažniji podupiratelj djelovanja pokreta. Pokret bespredmentno podupiru i Pravoslavna i Grkokatolička Crkva, jer je zaštita i promicanje kulture života u skladu s njihovim učenjima.
Po uzoru na washingtonski »Hod za život« pokrenut nakon sudskog spora Roe protiv Wade, godišnji Hod za život održava se svake godine sredinom svibnja u većim gradovima (Zagrebu, Splitu i Rijeci) te mu prisustvuje više tisuća građana u svakome od gradova. U Hrvatskoj je djelatna i molitvena inicijativa 40 dana za život koja djeluje u 27 hrvatskih gradova, a preko hrvatskog iseljeništva tj. hrvatskih katoličkih misija u iseljeništvu od 2017. i u Njemačkoj.
U Hrvatskoj se svake godine na blagdan Blagovijesti obilježava i Dan nerođenog djeteta. Republika Hrvatska jedina je država na svijetu koja ima zlatne i srebrene kovanice od 25 kuna s prikazom nerođenog djeteta. Povodom obilježavanja jubileja 2000. godine, posljednje godine dvadesetog stoljeća, Hrvatska narodna banka izdala je prigodni optjecajni kovani novac s likom nerođenog djeteta u dvanaestom tjednu koje siše palac te je okruženo pupčanom vrpcom, jer je prikaz fetusa u 12. tjednu života univerzalni simbol ljudskog života.
Među udrugama civilnog društva koje promiču kulturu života ističu se U ime obitelji (organizatorica referenduma o ustavnoj definiciji braka) i Vigilare.
Od osoba iz javnog života u Hrvatskoj pro-life pokret javno su poduprli pjevači (Jasmin Stavros, Meri Cetinić, Tomislav Bralić, Miroslav Škoro i Marko Perković), športaši (Ivana Brkljačić i Blanka Vlašić), znanstvenici (Matko Marušić, Josip Jurčević), političari (Marijana Petir, Davor Stier) i dr. Grupa Ogenj objavila je pro-life pjesmu Duša 2020. godine.
40 dana za život je pro-life molitvena inicijativa za zaštitu majki i nerođene djece, koja je započela 2004., od strane lokalnih kršćanskih zajednica u SAD-u. U Hrvatskoj je inicijativa "40 dana za život" započela 2014. godine, bdijenjima ispred Kliničkoga bolničkoga centra "Sestre milosrdnice" u Zagrebu, za vrijeme korizme i proširila se na 28 gradova u Hrvatskoj. Do sada je sudjelovalo više od 10 000 ljudi, a spašeno je više od 50 života od pobačaja za koje se zna. Pruža se moralna, duhovna i materijalna pomoć trudnicama i postoji program za iscjeljenje rana pobačaja „Oprostom oslobođene“. Tri ključna elementa Inicijative su: molitva i post, bdijenje ispred bolnica i osvješćivanje lokalne zajednice. Udruga "Hrvatska za život" koja to organizira, održala je i 1. Međunarodnu konferenciju za život "Život, dakle, biraj!" u Hrvatskoj, s govornicima iz raznih dijelova svijeta o temama zaštite života od začeća i kulturi života u Zagrebu krajem travnja 2018. godine.